# چننب
چننب (به لاتین: Çənnəb، به ارمنی: Ցղնա تسغنا) یک منطقه مسکونی در جمهوری آذربایجان است که در شهرستان اردوباد واقع شده‌است. چننب ۵۰۷ نفر جمعیت دارد.
این منطقه به دلیل موقعیت جغرافیایی خود، همواره محل تلاقی فرهنگ‌ها و تمدن‌های مختلف بوده است.[1]

## تاریخچه
چننب در طول تاریخ تحت تأثیر امپراتوری‌ها و حکومت‌های مختلفی قرار گرفته است. این منطقه بخشی از امپراتوری‌های بزرگ مانند ساسانیان و سلجوقیان بوده و در دوره‌های مختلف تاریخی، نقش مهمی در تبادلات فرهنگی و تجاری ایفا کرده است.

## فرهنگ
فرهنگ چننب ترکیبی از عناصر آذری، ارمنی و ایرانی است. این تنوع فرهنگی در معماری، موسیقی، و هنرهای دستی منطقه به وضوح دیده می‌شود. مردم چننب به زبان آذری صحبت می‌کنند و بسیاری از سنت‌ها و جشن‌های محلی همچنان در این منطقه برگزار می‌شود.

## ویژگی‌های معماری
معماری منطقه چننب ترکیبی از سبک‌های سنتی و تأثیرات فرهنگی مختلف است که در طول تاریخ به این منطقه وارد شده‌اند. این معماری به دلیل موقعیت جغرافیایی و تاریخی منطقه، ویژگی‌های منحصر به فردی دارد.